# Resolució 1946 del Consell de Seguretat de les Nacions Unides
La Resolució 1946 del Consell de Seguretat de les Nacions Unides fou adoptada per unanimitat el 15 d'octubre de 2010.d Després de recordar resolucions anteriors sobre la situació a Costa d'Ivori, incloses les resolucions 1880 (2009), 1893 (2010) i 1933 (2010), el Consell va ampliar les sancions contra el país, inclòs un embargament d'armes i la prohibició del comerç de diamants durant sis mesos més.
La resolució va ser redactada per França.

## Resolució

### Observacions
El Consell de Seguretat va subratllar que les mesures imposades en les resolucions 1572 (2004) i 1643 (2005) estaven destinades a donar suport al procés de pau a Costa d'Ivori, particularment a la llum de les eleccions presidencials a Costa d'Ivori previstes el 31 d'octubre de 2010. Va instar als interessats de Costa d'Ivori a assegurar-se que les eleccions segueixin endavant segons la programació, i fossin lliures i justes.
El Consell va assenyalar que, tot i que la situació general de drets humans havia millorat al país, encara hi havia diversos abusos denunciats contra civils, inclosos actes de violència sexual. Va determinar que la situació a Costa d'Ivori continuava representant una amenaça per a la pau i la seguretat internacionals.

### Actes
Actuant sota el Capítol VII de la Carta de les Nacions Unides, el Consell va renovar les sancions contra el país relacionades amb armes, diamants, financeres i de viatges fins al 30 d'abril de 2011, juntament amb el mandat del grup d'experts que supervisa la seva implementació. Les mesures serien revisades a la llum dels progressos aconseguits en el procés electoral i de pau. Es va instar a totes les parts de Costa d'Ivori a l'acord polític d'Ouagadougou a aplicar plenament les mesures abans esmentades i proporcionar accés sense restriccions al grup d'experts que vigilava les sancions, amb l'assistència de l'Operació de les Nacions Unides a Costa d'Ivori (UNOCI). A més, el Consell va decidir que l'embargament d'armes no s'aplicaria als equips no letals per a la seva utilització per raons proporcionals i adequades per part de les forces de seguretat de Costa d'Ivori. Reafirmava que es podrien imposar mesures contra les persones que amenacin el procés de pau, ataquin o obstrueixin la UNOCI o el personal de suport francès, violin els drets humans o dret internacional humanitari o incitin a l'odi i la violència; també li preocupava que alguns mitjans de comunicació incitessin a la violència.
La resolució va demanar al Secretari General de les Nacions Unides Ban Ki-moon i les forces franceses que informessin al Consell de subministrament d'armes a Costa d'Ivori. Mentrestant, el Procés de Kimberley va rebre instruccions per informar sobre la producció i l'exportació il·lícita de diamants de Costa d'Ivori. Es va demanar a totes les parts de Costa d'Ivori i d'altres que cooperessin i vetllessin per la seguretat i llibertat de moviment del grup d'experts.